# Leicester
Leicester (pronunciación en inglés: /lɛstə/ (escucharⓘ)) es la ciudad capital del condado de Leicestershire, en la región Midlands del Este, Inglaterra (Reino Unido). Se encuentra junto al río Soar, a las afueras de la Región Forestal Nacional. Su población es de 348.300 habitantes (estimación 2016), con 650 mil personas viviendo en el área urbana, haciendo de esta ciudad la más poblada de la región, la undécima de Inglaterra y la decimotercera del Reino Unido.
Los caminos y los baños de la antigua Roma que se encuentran en Leicester recuerdan su época de asentamiento militar, cuando se fundó como Ratae Corieltauvorum y estaba ubicado en un lugar habitado de la tribu celta Corieltauvi. Acabado el período romano, el asentamiento medieval se sumió en sombras hasta la llegada de los daneses, quienes lo capturaron y se convirtió en uno de cinco ciudades fortificadas importantes para el Danelaw. El nombre «Leicester» proviene de las palabras castra y «Ligore» (nombre temprano del Río Legro, actual Soar), es decir «Fuerte del Ligore» haciendo alusión a la posición del fuerte respecto del río. La ciudad aparece en el Domesday Book como «Ledecestre». Leicester continuó creciendo en toda la Edad Moderna como ciudad comercial, aunque fue la Revolución industrial la que facilitó un proceso sin precedentes de urbanización en el área.
La construcción del ferrocarril y de la red de canales a través de la zona estimuló el crecimiento industrial en el siglo XIX, provocando que Leicester pasara a ser un importante centro económico con una variedad de fábricas en la ingeniería, zapatos y producción de medias. El éxito económico de estas industrias y de sus empresas auxiliares tuvo como resultado la importante expansión urbana en los alrededores de la ciudad. Los límites de Leicester se extendieron a lo largo del siglo XIX y el siglo XX, convirtiéndose en "municipio burgués" ('county borough') en 1889 y concedido el estatus de ciudad en 1919.
Hoy en día, Leicester es una floreciente ciudad localizada en la Midland Main Line (una de las 'sub-redes' de línea férrea del Reino Unido) y a mediados de la Autopista M1, itinerario este que conecta Londres con Leeds. Leicester tiene una gran población de minorías étnicas, producto de las más recientes vagas de inmigración al Reino Unido desde la Segunda Guerra Mundial. La ciudad tiene una gran comunidad proveniente del Asia Meridional tal como otras comunidades procedentes de la UE y otras partes del mundo, así también como lugares de culto para hindúes, sikhs, musulmanes, cristianos ortodoxos entre otros. Leicester es un centro para la educación superior gracias a la Universidad de Leicester, la DMU: De Montfort - Universidad y la Universidad de Loughborough, todas fundadas en la región.

## Geografía

### Áreas de Leicester
Áreas en la autoridad unitaria de Leicester:
- Aylestone
- Beaumont Leys, Abbey Ward, Bede Island, Belgrave, Blackfriars, Braunstone Estate, Braunstone Frith
- Leicester City Centre, Clarendon Park, Crown Hills
- Dane Hills
- Eyres Monsell, Evington, Evington Valley
- Frog Island
- Gilmorton Estate, Goodwood
- Hamilton
- Highfields
- Horston Hill, Humberstone, Humberstone Garden City
- Knighton
- Mowmacre Hill
- Nether Hall, New Humberstone, New Parks, Newfoundpool, North Evington, Northfields
- Rowlatts Hill (R.H.E.), Rowley Fields, Rushey Mead
- Saffron Lane Estate, Southfields, South Knighton, Spinney Hills, St Peters, St Matthew's, Stoneygate
- Thurnby Lodge
- Westcotes, West End, West Knighton, Western Park, Woodgate

La Oficina para las Estadísticas Nacionales (Office for National Statistics) la ha definido como 'Área urbana de Leicester' (2011), que consiste en la conurbación de Leicester aunque no tenga estatus administrativo. Dicha área además contiene la zona de la autoridad unitaria y varios pueblos, villas y suburbios fuera de los límites administrativos de la ciudad.

## Demografía
| Gráfica de evolución de Leicester entre 1901 y 2031 |
|                                                     |

El censo de Reino Unido de 2011 mostró una población residente total de Leicester de 329839 un aumento del 18,8 % con respecto al censo de 2011. Según el censo de 2001 del Reino Unido, aproximadamente 62 000 eran menores de 16, 199000 fueron 16-74 años de edad, y 19 000 75 años y más; 76.9 % de la población de Leicester afirmó que nacieron en el Reino Unido. Estimaciones de mitad de año para el año 2016 indican que la población de la ciudad de Leicester se situó en 348.000, lo que hace de Leicester la ciudad más poblada de la región East Midlands.
La densidad de población era de 3.814 hab/km² (9880 / milla) y por cada 100 mujeres, había 92.9 varones. De los 16 a 74 años de edad en Leicester, el 38,5% no tenía titulación académica , significativamente mayor que el 28.9% de toda Inglaterra. El 23% de los residentes de Leicester han nacido fuera del Reino Unido, más del doble del promedio de Inglés del 9.2% (censo 2001).
En cuanto a la composición étnica, según el censo de 2011, el 50,6% de la población era blanca (45,1% blanca británica, el 0,8% blanca irlandesa, el 0,1% gitanos o viajeros de Irlanda, el 4,6% otros blanco), el 37,1% de Asia (28,3% de la India, 2,4% paquistaní, 1,1% de Bangladés, 1,3% de China, 4,0% otros de Asia), el 3,5% de raza mixta (1,4% de blancos y negro del Caribe, 0,4% de blancos y negro africanos, 1.0% blancos y asiáticos, 0.7% otros de raza mixta), el 6.3% negro (3,8% de África, el 1,5% del Caribe, 1,0% de otra procedencia), el 1,0% árabe y el 1,6% de otra herencia étnica (censo 2001).
Los cristianos eran el grupo religioso más grande en la ciudad en 2011 a 32,4%, con los musulmanes siguiente (18,6%), seguidos por los hindúes (15,2%), los sikhs (4,4%), budistas (0,4%), y los judíos (0,1%). Además, el 0,6% pertenecía a otras religiones, el 22,8% se identifica con ninguna religión y el 5,6% no respondió a la pregunta. Hay tres sinagogas activas en la ciudad: uno progresivos, uno ortodoxos, y uno mesiánicos (censo 2001).
Leicester suele aparecer entre las ciudades principales con mayor ritmo de crecimiento de Inglaterra/RU (censos 2001 y 2011).

## Historia

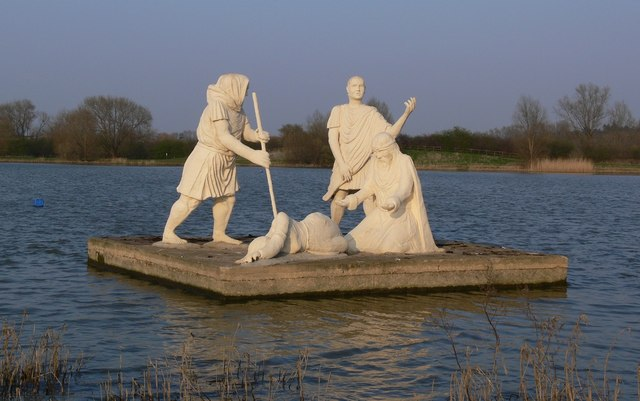
Representación del acto final de la obra «El rey Lear», de William Shakespeare.

De acuerdo con Godofredo de Monmouth un rey mítico de los bretones, el Rey Leir, fundó la ciudad de Kaerleir (Leir's Chester). Incluso hoy en día la ciudad en idioma galés se llama Caerlŷr. Leir fue supuestamente enterrado por la Reina Cordelia en una cámara bajo el Río Soar cerca de la ciudad dedicada al dios romano Jano, y cada año la gente celebraba el día del dios cerca de la tumba de Leir. La obra teatral «El rey Lear» de William Shakespeare está basada en esta historia; en el Watermead Country Park, un centro de lagos artificiales en el valle del Río Soar, hay una estatua del Rey Leir representado según la escena final de la obra del autor inglés.

### Periodo romano
Leicester es una de las ciudades más antiguas de Inglaterra, con una historia que se remonta a al menos 2000 años. El primer nombre conocido para la ciudad fue el concedido por los romanos, Ratae Coritanorum. Antes de la ocupación romana, el lugar era la capital de la tribu celta Corieltauvi, la cual dominaba aproximadamente el mismo territorio que hoy se conoce como Midlands Oriental.

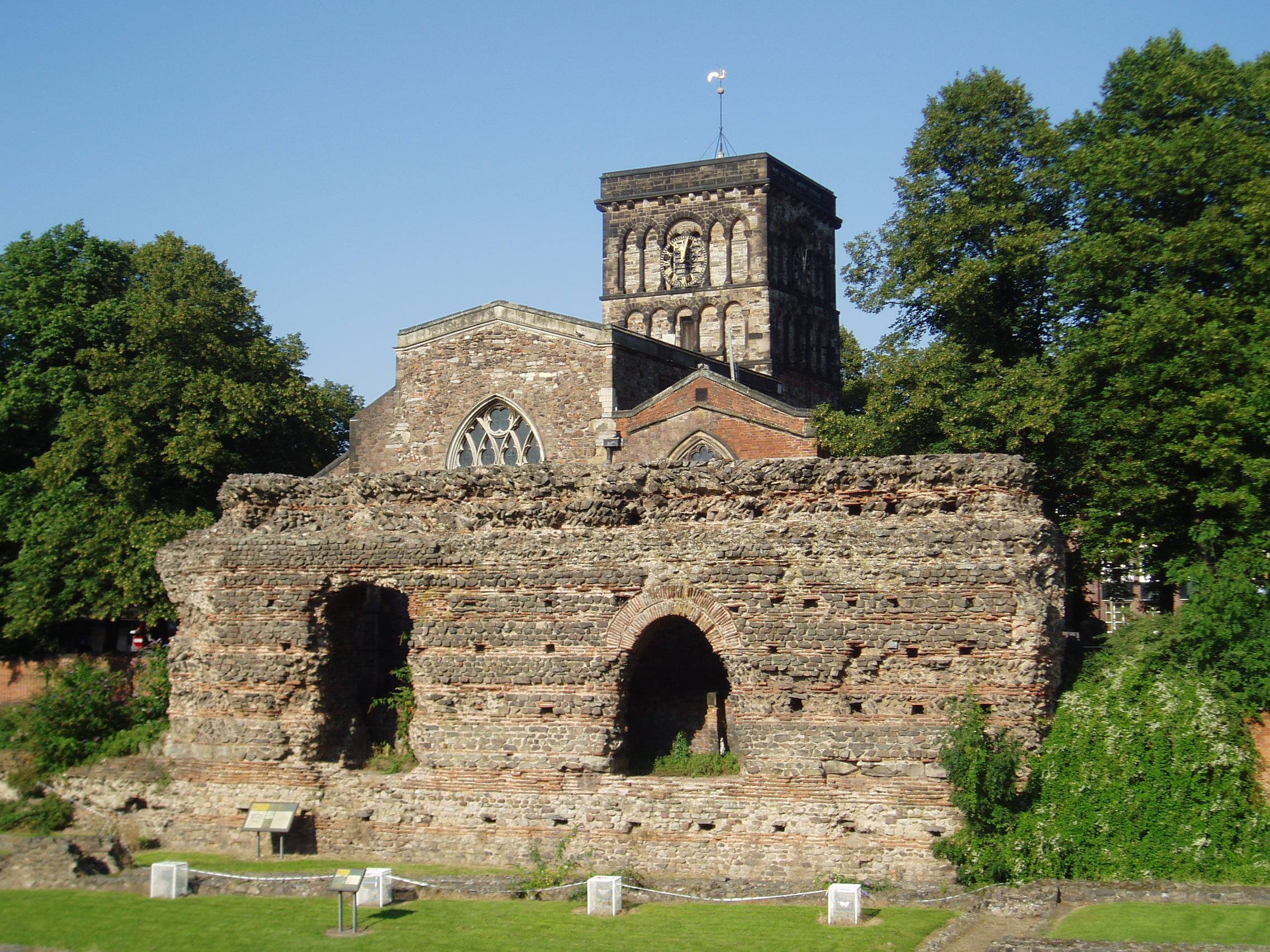
Ruinas de baños romanos en Leicester.

La ciudad romana de Ratae Corieltauvorum fue fundada alrededor del 50 d. C. como un asentamiento militar sobre la calzada romana Fosse Way. Después de la salida de los militares romanos, Ratae Corieltauvorum se convirtió en un importante centro de comercio y uno de los pueblos más grandes en la Britania romana. Los restos de baños del período romano están en exhibición en el Museo del Muro de los Judíos, que presenta un modesto complejo de murallas, baños y otros artefactos romanos.
Los romanos habían nombrado al río «Legro» y el área alrededor era el «Castra» y la zona se llamó Legro-Castra (Campo del Legro). Los colonos holandeses corrigieron el nombre de Legro, y el río fue conocido como el Leir. En tiempos de los normandos, el Leir fue renombrado a Soar, a la vez que Leir Chester se había convertido en el nuevo nombre del pueblo.

### Anglosajones y Vikingos
Los conocimientos acerca de Leicester en el siglo V están bastante incompletos. Ciertamente siguió la ocupación del pueblo pero a una menor escala entre los siglos V y VI. El área fue colonizada por los anglos y subsecuentemente incluida en el reino de Mercia. Leicester fue elegida como el centro de un obispado (y, por tanto, una ciudad) entre los años 679 y 680, la cual duró hasta el siglo IX, cuando Leicester fue capturada por los vikingos y se convirtió en uno de los cinco boroughs (pueblos fortificados) del Danelaw, aunque esta posición fue de corta duración. El sajón Obispo de Leicester huyó a Dorchester-on-Thames y Leicester no se convirtió en obispado nuevamente hasta el siglo XX.
Se cree que el nombre «Leicester» deriva de las palabras castra (campo) del Ligore, que derivó en «Moradores del Río Legro» (nombre temprano del Río Soar). A principios del siglo X el nombre fue documentado como Ligeraceaster (La ciudad del pueblo del Ligor). El libro Domesday lo documentó como Ledecestre.

### El Medievo
Leicester se convirtió en un pueblo de considerable importancia en la Edad Media. Fue documentada en el Libro Domesday como Civitas (ciudad),pero Leicester perdió su estatus de ciudad en el siglo XI debido a la lucha del poder entre la Iglesia y la aristocracia. Fue repuesto su estatus en 1919, y la iglesia de St. Martin se convirtió en la Catedral de Leicester en 1927. La tumba del rey Ricardo III está en la nave central de la iglesia. Ricardo III fue originalmente sepultado en la iglesia Greyfiars de la misma ciudad y permaneció desaparecido hasta el año 2012. El 26 de marzo de 2015 el cuerpo de quien fuera el último rey medieval de Inglaterra finalmente fue sepultado en la Catedral de Leicester.
Leicester jugó un papel significativo en la historia de Inglaterra cuando, Simón de Montfort forzó al rey Enrique III a convocar en 1264 el primer Parlamento de Inglaterra en el ahora arruinado Castillo de Leicester, donde se celebró entre el 20 de enero y el 15 de febrero de 1265. Este no fue el único parlamento convocado en Leicester; también se celebraron sesiones aquí en 1414 (Parlamento del fuego y el haz de leña) y 1426 Parlamento de Bats (1426).

### Los Tudor
El 4 de noviembre de 1530 el cardenal Thomas Wolsey fue arrestado bajo los cargos de traición, siendo llevado desde el Palacio de Whitehall. En su camino hacia la dudosa justicia que le esperaba en la Torre de Londres, Wolsey se enferma. La preocupación que provocó en el grupo que lo escoltaba fue tal que decidieron parar en Leicester. Allí, la condición de Wolsey se agravó rápidamente, muriendo el 29 de noviembre del mismo año y siendo sepultado en la Abadía de Leicester, actual Abbey Park.
Juana Grey (1536-1554), una bisnieta de Enrique VII , reinó sin coronarse como reina del Reino de Inglaterra por nueve días en julio de 1553, por lo cual es llamada «la Reina de los Nueve Días». Nació en Bradgate Park, cerca de Leicester.

## Cultura

### Música
El bajista de Queen, John Deacon, nació en Leicester el 19 de agosto de 1951.
El bajista de Dire Straits, John Illsley, nació el 24 de junio de 1949 en Leicester.
Los integrantes de la banda de música Indie, Easy Life, son originarios de Leicester
Jon Lord, el teclista de Deep Purple y Whitesnake nació el 9 de junio de 1937 en Leicester

### Deporte
- El Leicester City F.C. ha jugado más de 50 temporadas en la Premier League inglesa de fútbol, resultando campeón en la temporada 2015/2016 a manos de Claudio Ranieri y siendo subcampeón en la antigua First Division en 1928/29. También fue Campeón de la FA Cup  en 2021 después de haber sido Finalista en 1949, 1961, 1963 y 1969.[7]  En dicha temporada se proclamó campeón de la Premier League (el 2 de mayo de 2016 tras sacar 7 puntos al Tottenham a falta de dos jornadas), mayor hito logrado por la institución en más de 100 años y por ende el primer título de la máxima categoría en toda su historia.[8]

- En rugby 15, los Leicester Tigers ha triunfado diez veces en la Premiership Rugby desde 1988 y ganó la Copa Europea de 2001 y 2002.

- Los Leicester Riders han ganado la British Basketball League en 2000/01, 2012/13, 2013/4 y 2016/7.

- El Leicestershire County Cricket Club, uno de los 18 clubes de primera clase de cricket, tiene sede en Leicester. Ha ganado tres veces el Campeonato de Condados, dos veces la Liga Dominical, tres veces la Copa Benson & Hedges y tres veces la Copa T20.

- El jugador profesional de snooker Mark Selby (1983-) nació en esta ciudad.